# Claude Billard
Claude Billard (Souvigny, 1550 – Courgenay, 1618) è stato un poeta e drammaturgo francese del Rinascimento.

## Biografia
Allevato dalla duchessa di Retz, che definirà una "generosa Diana" in uno dei suoi versi, Billard diventa un soldato e combatte dalla parte dei cattolici durante le guerre di religione. Scriverà una lamentazione sulla morte della duchessa di Joyeuse nel 1587 e pubblicherà alcuni versi a partire dal 1588, riconoscendo tra i suoi maestri Jodelle, Robert Garnier e Ronsard. Diventerà consigliere e poi segretario della regina Margherita di Valois. In seguito si dedica al teatro e sarà uno dei primi drammaturghi a prendere come soggetto eventi della storia di Francia. Nel 1610 raccoglie sette tragedie in un'unica collezione. Nello stesso anno, l'assassinio di Enrico IV gli ispira il tema di una pièce che sarà rappresentata davanti alla regina Maria de' Medici. Termina i suoi ultimi giorni nel ritiro di Courgenay, dove muore a 68 anni nel 1618.

## Opere
- Vers funèbres françois et latins sur le vrai discours de la mort de M. le duc de Joyeuse, 1587
- Voyage de la reine Marguerite en sa maison de Bologne, 1605
- Polixène, 1607
- Gaston de Foix, 1607
- Mérovée, 1607
- Panthée, 1608
- Saül, 1608
- Alboin, 1609
- Genèvre, 1609
- Tragédies françoises, D. Langois, 1610 (contiene Polixène, Gaston de Foix, Mérovée, Panthée, Saül, Alboin, Genèvre)
- Henri le Grand, 1610

### Edizioni recenti
Genevre, a cura di Giovanna Melis, Cagliari, Università degli studi di Cagliari, Istituto di lingue e letterature straniere, 1983